# Breslauer SpVgg Komet 05
Breslauer SpVgg Komet 05 was een Duitse voetbalclub uit Breslau, dat tegenwoordig het Poolse Wrocław is.

## Geschiedenis
De club werd opgericht in 1905 als Breslauer SpVgg 05. In 1919 fusioneerde de club met SV Komet Breslau en nam de naam Breslauer SpVgg Komet 05 aan. Datzelfde jaar speelde de club voor het eerst in de hoogste klasse van de Breslause stadsliga, een onderdeel van de Zuidoost-Duitse voetbalbond. In het eerste seizoen eindigde de club samen met SC Alemannia Breslau op de laatste plaats. De volgende jaren eindigde de club in de lagere middenmoot. In 1924 werd de club voor het eerst derde, maar het volgende seizoen degradeerde de club. In 1927 profiteerde de club van een competitieuitbreiding van acht naar twaalf clubs en promoveerde weer.
Na een plaats in de middenmoot kon de club zich in 1928/29 plaatsen voor de Midden-Silezische eindronde. Na overwinningen op SC Vorwärts Breslau en SC Brega 09 Brieg plaatste de club zich ook voor de Zuidoost-Duitse eindronde. In de kwalificatiewedstrijd voor de groepsfase verloor de club met 7-3 van SC Preußen Hindenburg en ging naar de verliezersgroep, waar ze tweede werden achter STC Görlitz. De volgende jaren gingen de resultaten weer bergafwaarts tot een degradatie volgde in 1932. Het volgende seizoen werd de club slechts zesde. Na dit seizoen werd de competitie grondig geherstructureerd. De NSDAP kwam aan de macht en de Zuidoost-Duitse voetbalbond en alle competities verdwenen. De Gauliga Schlesien kwam als vervanger waarvoor zich slechts vier clubs uit Breslau plaatsten. Uit de B-Liga kwalificeerde de top twee zich voor de Bezirksliga Mittelschlesien, waardoor de club het volgende seizoen in de Kreisklasse moest spelen.
De club slaagde er niet meer in te promoveren naar de Bezirksliga. In 1944 ging de club wel nog een tijdelijke fusie aan met Breslauer FV 06 om zo een volwaardig team op te kunnen stellen in de Gauliga Niederschlesien, echter werd er nooit een wedstrijd gespeeld.
Na het einde van de Tweede Wereldoorlog werd Breslau een Poolse stad, alle Duitse inwoners werden verjaagd en de voetbalclub werd opgeheven.